# Rzeżucha rezedolistna
Rzeżucha rezedolistna (Cardamine resedifolia L.) — gatunek rośliny z rodziny kapustowatych. Występuje w górach Europy środkowej i południowej. Jedyne stanowisko w Polsce znajduje się w Karkonoszach. Występuje w Małym i Wielkim Śnieżnym Kotle oraz pod Śnieżką i w Dolinie Łomniczki i w kotle Małego Stawu.

## Morfologia

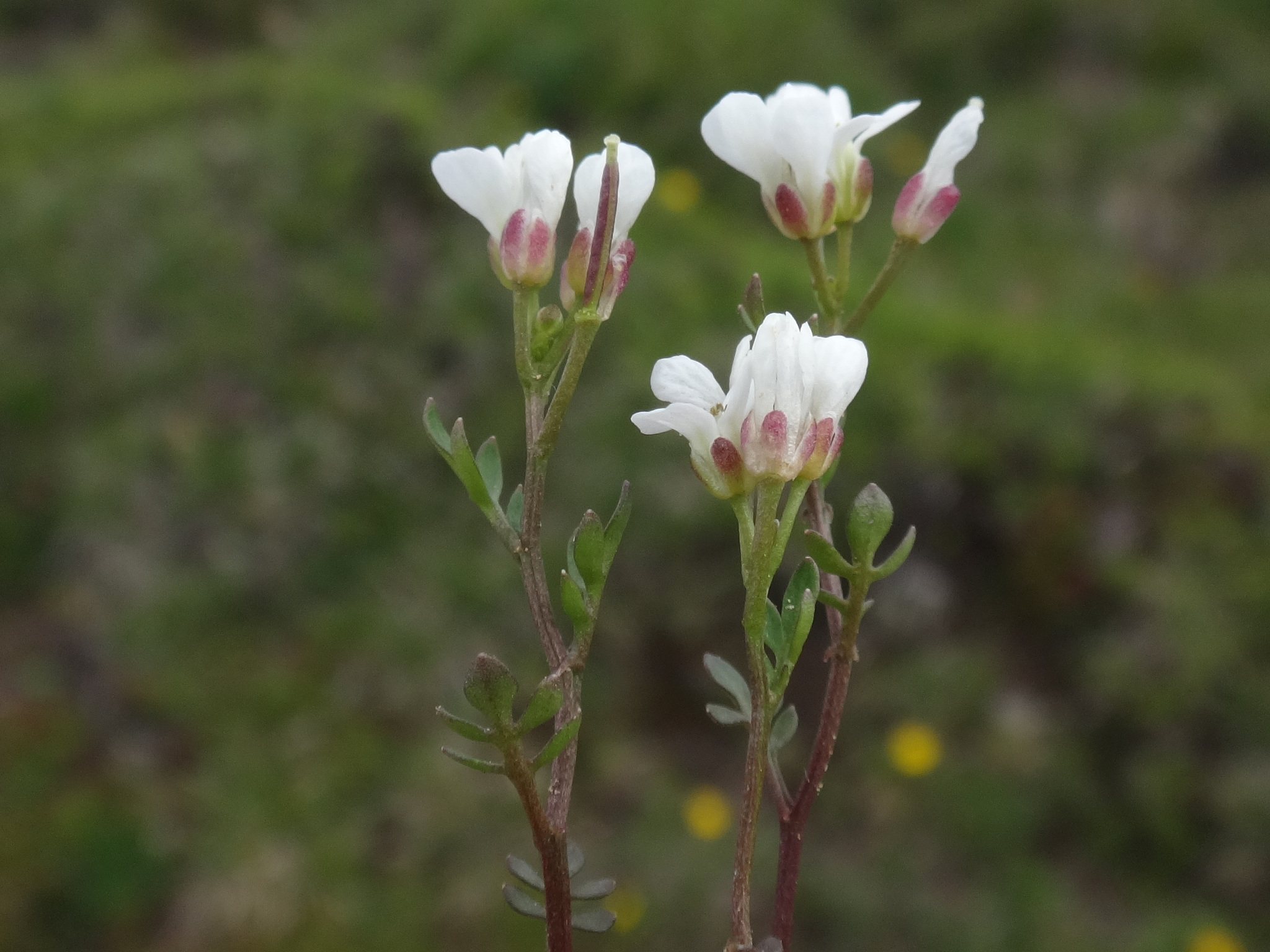
Kwiaty

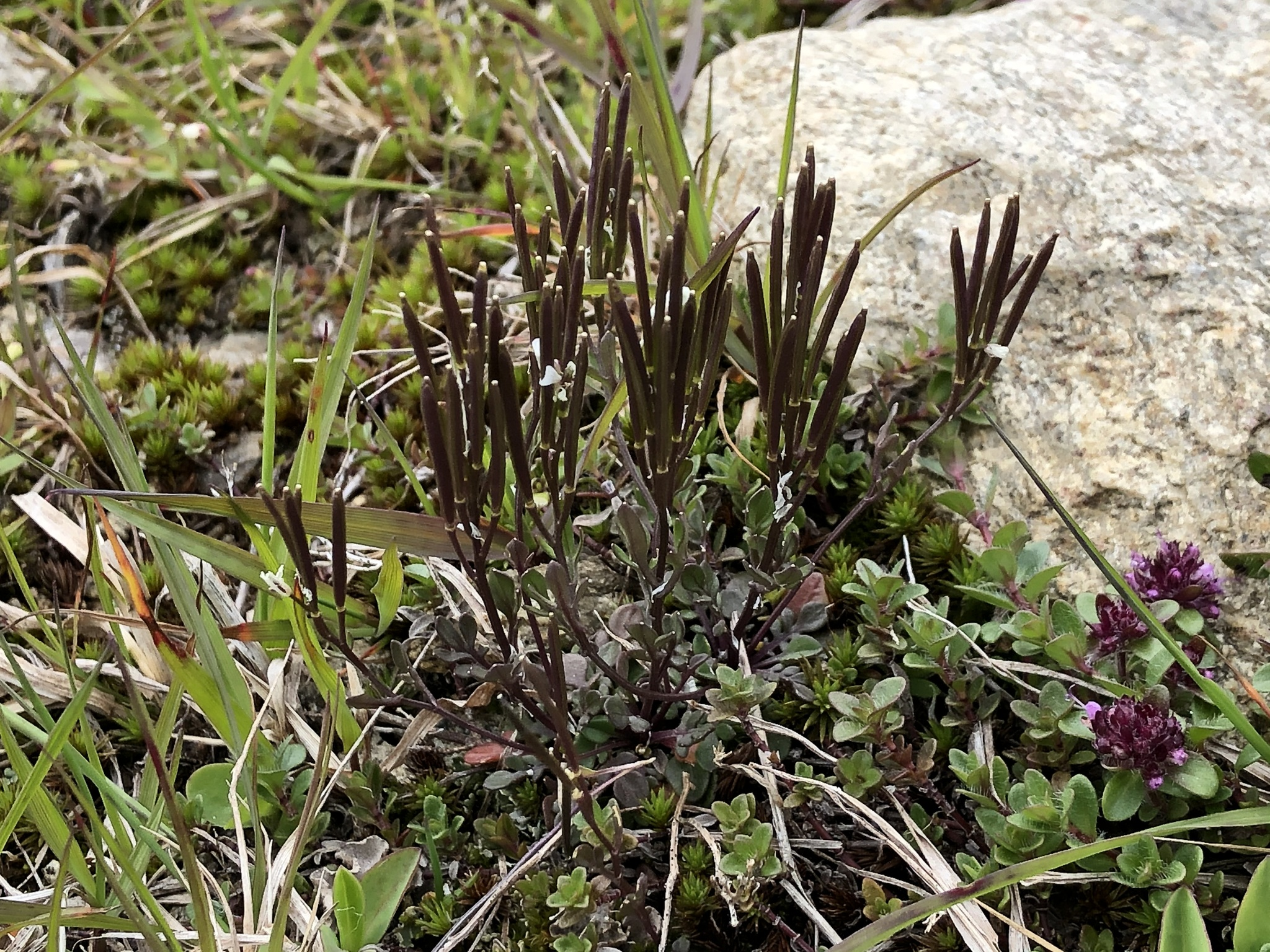
Rośliny z owocami

PokrójRoślina trwała osiągająca wysokość 5–10 cm.
LiścieZebrane w różyczkę. Z nadziemnego kłącza wyrastają łodygowate liście  3– dzielne lub pierzaste, o uszatej nasadzie.
KwiatyBardzo drobne (4–5 mm) o białych płatkach. Kwitnie od lipca do sierpnia.
OwocŁuszczyna opatrzona poprzeczną przegrodą.

## Biologia i ekologia
Siedlisko: roślina ubogich siedlisk, zasiedla wilgotne granitowe skały i wilgotny żwirek u podnóża ścian skalnych. W literaturze czasami podawana jest jako gatunek występujący na wapieniu. W klasyfikacji zbiorowisk roślinnych gatunek charakterystyczny dla O. Androsacetalia alpinae.  

## Zagrożenia i ochrona
Trudno wskazać zagrożenia zewnętrzne dla Cardamine resedifolia. Według niektórych naukowców jednym z poważniejszych zagrożeń jest zanieczyszczenie powietrza na terenie Sudetów Zachodnich, powodujące nadmierne zakwaszanie wód i zmianę chemizmu gleby.
Kategorie zagrożenia gatunku:
- Kategoria zagrożenia w Polsce według Czerwonej listy roślin i grzybów Polski (2006)[4]: E (wymierający, krytycznie zagrożony); 2016: EN (zagrożony)[5]
- Kategoria zagrożenia w Polsce według Polskiej czerwonej księgi roślin (2001): CR (critical, krytycznie zagrożony); 2014: EN (zagrożony)[6]